# Шеморданское сельское поселение
Шеморданское се́льское поселе́ние — муниципальное образование в Сабинском районе Татарстана Российской Федерации.
Административный центр — село Шемордан.

## История
Статус и границы сельского поселения установлены Законом Республики Татарстан от 31 января 2005 года № 39-ЗРТ «Об установлении границ территорий и статусе муниципального образования „Сабинский муниципальный район“ и муниципальных образований в его составе».

## Население
| 2010  | 2011  | 2012  | 2013  | 2014  | 2015  | 2016  |
| ----- | ----- | ----- | ----- | ----- | ----- | ----- |
| 6182  | ↘6169 | ↗6210 | ↗6262 | ↘6238 | ↘6222 | ↗6233 |
| 2017  | 2018  | 2021  |       |       |       |       |
| ↗6247 | ↘6208 | ↘5947 |       |       |       |       |

## Состав сельского поселения
| № | Населённый пункт | Тип населённого пункта       | Население |
| - | ---------------- | ---------------------------- | --------- |
| 1 | Кырбаш           | деревня                      |           |
| 2 | Мичанбаш         | село                         |           |
| 3 | Шемордан         | село, административный центр | ↘5740     |